# لبدو
لبدو، لوبدو، لوبدا أو لوبدي كانت إحدى مدن بلاد ما بين النهرين القديمة. كانت مركزاً إقليمياً يقع جنوب مدينة أرابخا الأثرية، مدينة كركوك الحديثة.

## الموقع
الموقع الدقيق للمدينة غير مؤكد، لكن اقترح الباحثون ان "تل بلداغ" قد يكون هو الموقع المحتمل. يقع هذا الموقع الأثري شرق الطريق المؤدي من كركوك إلى تكريت، حوالي ربع مسافة الطريق المؤدي من المدينة الأولى إلى الثانية. حاول باحثون أخرون اختيار مدينة داقوق الحديثة كموقع محتمل لمدينة لبدو، لكن المؤرخ مايكل استور رفض هذا الاقتراح، مشيراً إلى ان داقوق (التي كانت تسمى "دقوقينا" قديماً) ولبدو كانتا مدينتين منفصلتين في نفس الفترة خلال العصر الآشوري الحديث.

## الوثائق الآثرية
ذُكرت لبدو في نص على لوح طيني باللغة الحورية يعود إلى منتصف القرن الخامس عشر قبل الميلاد، كُتب بواسطة ملك أرابخا إتخي-تيشوب، يدعو فيها إلها تُدعى "عشتار لبدو". في الثقافة الحورية، كان الحوريون غالباً ما يلقبون آلهتهم بأسماء المدن التي تقع فيها معابدهم الرئيسية. يسلط هذا النقش الضوء على أهمية مدينة لبدو المبكرة كمركز ديني في ذلك الوقت. كانت أرابخا مملكة تابعة لمملكة ميتاني الحورية، والتي كانت تمتلك عجلات حربية مُرابطة في لبدو أيضاً، مما يشير إلى أهمية المدينة الاستراتيجية.
في وقت لاحقاُ بدأ الحكم الميتاني في المنطقة يتعرض لتحديات من قبل البابليين. في نهاية المطاف استولى الكيشيون في بلاد بابل على مدينة لبدو، ربما في عهد الملك بورنا بورياش الثاني خلال منتصف القرن الرابع عشر قبل الميلاد، الذي شن حربا ناجحة ضد الميتانيين في المنطقة. أصبحت بعدها لبدو تقع على الحدود الشمالية الشرقية للمنطقة التي يسيطر عليها البابليون، وشهدت تدفق أعداد كبيرة من العمال الحوريين الذين جلبهم البابليون للعمل في السخرة.
دمر الملك الآشوري أداد نيراري الأول (1307-1275) مدينة لبدو أثناء حربه ضد الملك البابلي نازي ماروتاش. بعدها بعدة قرون، خلال عام 910 أو 911 قبل الميلاد، غزا الملك الآشوري أداد نيراري الثاني مدينتي لبدو وأرابخا، بعد هزيمة الملك البابلي شمش مدامق. وُصفت هذه المدن بأنها حصون بابلية في ذلك الوقت، وبسيطرته عليها، أمن الملك الآشوري نقاط ارتكاز مهمة للقيام بمزيد من العمليات العسكرية في الغرب والجنوب.
في عام 648 قبل الميلاد، ذُكرت لبدو في سجلٍ للملك الآشوري آشوربانيبال. يذكر السجل أن "أنتاريا"، أحد زعماء قبائل لبدو، قد خرج ليلاً لمهاجمة مدينتي "أوبومة" و"كولميري" الآشوريتين. ومع ذلك، فقد هُزمت قواته وقيل إن رأسه قدم إلى الملك آشوربانيبال في نينوى.